# 淡黄香薷
淡黄香薷（学名：Elsholtzia luteola）为唇形科香薷属下的一个种。

## 扩展阅读
- 維基物種上的相關：淡黄香薷